# Thiên Ninh Công chúa
Thiên Ninh công chúa (chữ Hán: 天寕公主, không rõ năm sinh năm mất), còn gọi Quốc Hinh công chúa (國馨公主), là một công chúa nhà Trần trong lịch sử Việt Nam. Bà nổi tiếng với việc khuyên Trần Nghệ Tông dấy binh thảo phạt Đại Định Đế Dương Nhật Lễ, giúp trung hưng nhà Trần.

## Thân thế
Thiên Ninh công chúa tên thật là Ngọc Tha (玉瑳), hoặc Bạch Tha (白瑳), là con gái của Trần Minh Tông Trần Mạnh và Hiến Từ Tuyên Thánh hoàng hậu Trần thị, con gái Huệ Vũ vương Trần Quốc Chẩn. Bà là chị em ruột với Trần Dụ Tông Trần Hạo, Cung Túc vương Trần Nguyên Dục (陳元昱) và là cô mẫu (trên danh nghĩa) của Đại Định Đế Dương Nhật Lễ. Do là con gái của đích hoàng hậu, bà là Đích nữ (嫡女) của Minh Tông, thân phận tôn quý.
Tháng 4 (âm lịch) năm Nhâm Ngọ (1342), Ngọc Tha được Trần Dụ Tông phong làm Thiên Ninh công chúa, rồi gả cho Chính Túc vương Trần Kham (正肃王陈堪; có sách chép phong hiệu là Hưng Túc; 興肃).

## Thông gian với em ruột
Năm Tân Mão (1351), bà đồng ý thông gian với người em trai là Trần Dụ Tông (khi đó Dụ Tông 15 tuổi) để Dụ Tông trị bệnh liệt dương theo phương thuốc của thầy thuốc Trâu Canh. Sách Đại Việt sử ký toàn thư (quyển 7, kỷ nhà Trần) chép:
"Mùa thu, tháng 7 (Tân Mão, 1351),...Trâu Canh có tội đáng chết, được tha. Bấy giờ Trâu Canh thấy vua (Trần Dụ Tông) bị liệt dương, dâng phương thuốc nói rằng giết đứa bé con trai, lấy mật hòa với dương khởi thạch mà uống và thông dâm với chị hay em ruột của mình thì sẽ hiệu nghiệm. Vua làm theo, thông dâm với chị ruột là công chúa Thiên Ninh, quả nhiên công hiệu"...

## Lật đổ Dương Nhật Lễ
Cuối năm Kỷ Dậu (1369), mẹ ruột của Thiên Ninh công chúa là Hiến Từ thái hoàng thái hậu bị Đại Định Đế Dương Nhật Lễ giết chết. Sách Đại Việt sử ký toàn thư (quyển 7, kỷ nhà Trần) chép:
...Ngày vua (Trần Dụ Tông) sắp băng, vì không có con, xuống chiếu đón Nhật Lễ vào nối đại thống...Ngày 15 (tháng 6 năm Kỷ Dậu), Hiến Từ hoàng thái hậu sai người đón Nhật Lễ lên ngôi...Tháng 12, ngày 14, Nhật Lễ giết Hiến Từ Tuyên Thánh thái hoàng thái hậu (là tước hiệu của Hiến Từ hoàng thái hậu lúc ấy) ở trong cung.
Đến tháng 9 (âm lịch) năm sau thì hai người con (không rõ tên) của Thiên Ninh công chúa cũng đều bị hại bởi Nhật Lễ.
Sách Đại Việt sử ký toàn thư (quyển 7, kỷ nhà Trần) chép:
Nhật Lễ tiếm vị, rượu chè dâm dật, hằng ngày chỉ thích rong chơi, thích các trò hát xướng, muốn đổi lại họ Dương (khiến) người tôn thất và các quan đều thất vọng.
Mùa thu, tháng 9, ngày 20,...cha con Nguyên Trác và hai người con của Thiên Ninh công chúa đem người tôn thất vào thành định giết chết Nhật Lễ. Nhật Lễ trèo qua tường, nấp dưới gầm cầu mới. Mọi người đều không thấy, giải tán ra về. Khi trời sắp, Nhật Lễ vào cung, chia người đi bắt 18 người chủ mưu. Bọn Nguyên Trác đều bị hại .
Oán giận, cuối năm ấy, Thiên Ninh công chúa đến sông Đại Lại (một chi lưu của sông Mã) thuộc phủ Thanh Hóa để họp bàn với một số tôn thất nhà Trần tìm cách lật đổ Nhật Lễ.
Sách Đại Việt sử ký toàn thư (quyển 7, kỷ nhà Trần) chép:
Mùa đông, tháng 10 (Canh Tuất, 1370), vua (chỉ Trần Phủ, về sau là vua Trần Nghệ Tông) vì có con gái làm hoàng hậu (của Nhật Lễ), sợ vạ lây đến mình, tránh ra trấn Đà Giang (tức Gia Hưng), ngầm hẹn với các em là Cung Tuyên Vương Kính, Chương Túc quốc thượng hầu Nguyên Đán, Thiên Ninh công chúa Ngọc Tha hội ở sông Đại Lại phủ Thanh Hóa để dấy quân...Trước đây, vua vốn không có ý định làm vua. Công chúa Thiên Ninh bảo: "Thiên hạ là thiên hạ của tổ tông mình, sao lại vứt bỏ nước cho kẻ khác? Anh phải đi đi, em sẽ đem bọn gia nô dẹp nó cho!"... Tháng 11, vua cùng Cung Tuyên (vương), Thiên Ninh (công chúa) đều dẫn quân về kinh....
Sau đó, Nhật Lễ bị bắt giam ở phường Giang Khẩu, rồi bị vua Trần Nghệ Tông sai người đánh chết cùng với người con tên là Liễu....

## Phong thưởng
Sau khi việc phế lập đã xong, tháng 2 (âm lịch) năm Tân Hợi (1371), Trần Nghệ Tông cho đãi yến các quan ở Thiên An điện, ban thưởng theo thứ bậc khác nhau. Trong dịp này, Thiên Ninh công chúa được cải phong làm Lạng Quốc thái trưởng công chúa (諒國太長公主), và đổi tên là Quốc Hinh (國馨).
Kể từ đó, Đại Việt Sử ký Toàn thư không chép thêm gì về bà. Bà mất năm nào không rõ.

## Sách tham khảo
- Ngô Sĩ Liên, Đại Việt sử ký toàn thư (quyển VII, kỷ nhà Trần)] Bản dịch (tập 2) của Hoàng Văn Lâu. Nhà xuất bản Khoa học xã hội, Hà Nội, 1985. Có thể xem online ở đây:  Lưu trữ ngày 24 tháng 9 năm 2015 tại Wayback Machine
- Trần Minh Đức, chương: "Thầy thuốc Trâu Canh đời Trần: Nhà tình dục học đầu tiên ở Việt Nam" trong sách Lịch sử nhìn lại dưới góc độ y khoa. Nhà xuất bản Văn hóa-Văn nghệ, Tp. Hồ Chí Minh, 2012.